# Iwan Groźny (film)
Iwan Groźny (ros. Iwan Groznyj; Иван Грозный) – radziecki film historyczny z 1944 roku w reżyserii Siergieja Eisensteina.

## Historia powstania i odbiór
Powstanie filmu było związane z prowadzoną w ZSRR kampanią gloryfikacji postaci Iwana IV Groźnego, który był ulubioną postacią historyczną Stalina. Początkowo reżyser planował nakręcenie trzech części filmu. Pierwsza, Iwan Groźny miała premierę 16 stycznia 1945 roku. Jej przesłanie – Iwan Groźny jako wielki człowiek, dążący, wbrew przeciwnościom do umocnienia Rosji i zmuszony na tej drodze podejmować trudne decyzje – nie budziło zastrzeżeń. Część ta zyskała aprobatę Stalina, została też uhonorowana Nagrodą Stalinowską.
Ukończona dwa lata później, w 1946 roku, część kolejna pt. Spisek bojarów pokazywała przeprowadzaną z pomocą opryczników walkę Iwana Groźnego o władzę; była też bardziej mroczna i dynamiczna od części pierwszej, mniej natomiast posągowa. Spotkała się ona z ostrą krytyką, można było bowiem uznać ukazaną w filmie krwawą opryczninę za analogię do stalinowskiej przemocy, a brutalnego cara za odpowiednik Stalina. Eisenstein, obawiając się poważnych oskarżeń o nieprawomyślność, wyraził wolę wprowadzenia do filmu poprawek i listopadzie 1946 napisał list, w którym prosił Stalina o udzielenie mu takiej możliwości. Stalin spotkał się z reżyserem oraz grającym cara w filmie Eisensteina aktorem Nikołajem Czerkasowem 25 lutego 1947 roku na Kremlu w towarzystwie Wiaczesława Mołotowa i Andrieja Żdanowa. W czasie rozmowy film został całkowicie skrytykowany, reżyserowi odmówiono też pozwolenia na wprowadzenie poprawek oraz nakręcenie planowanej części trzeciej. Eisenstein bardzo przeżył odrzucenie drugiej części, dostał zawału serca (kolejny zawał, którego doznał rok później miał okazać się dla reżysera śmiertelny). Premiera Spisku bojarów odbyła się dopiero w 1958 roku.

## Obsada
- Nikołaj Czerkasow – car Iwan IV Groźny
- Ludmiła Celikowska – caryca Anastazja Romanowna
- Michaił Kuzniecow – Fiodor Basmanow
- Sierafima Birman – Eufrozyna Staricka
- Pawieł Kadocznikow – książę Włodzimierz, syn Starickiej
- Michaił Nazwanow – książę Kurbski
- Andriej Abrikosow – bojar Fiodor Koliczew
- Michaił Żarow – Maljuta Skuratow
- Amwrosij Buczma – Aleksiej Basmanow
- Wsiewołod Pudowkin – Jurodiwyj